# Wahlkreis Nr. 6 (Senat der Republik Polen)
Der Wahlkreis Nr. 6 (polnisch Okręg wyborczy nr 6) ist ein seit 2011 bestehender Wahlkreis für die Wahl des Senats der Republik Polen und wurde auf Grundlage des Kodeks wyborczy vom 5. Januar 2011 (Dz.U. 2011 nr 21 poz. 112) errichtet. Das Gebiet des Wahlkreises Nr. 6 war bis dahin ein Teil des Wahlkreises Nr. 3. Die erste Wahl, die im Wahlkreis stattfand, war die Parlamentswahl am 9. Oktober 2011.
Der Wahlkreis umfasst nach dem Anlage Nr. 2 (Załącznik nr 2) des Kodeks wyborczy in der letzten Bekanntmachung vom 22. Februar 2019 (Dz.U. 2019 poz. 684) die Powiate Górowski, Milicki, Oleśnicki, Oławski, Strzeliński, Średzki, Trzebnicki, Wołowski und Wrocławski der Woiwodschaft Niederschlesien (Województwo dolnośląskie).
Der Sitz der Wahlkreiskommission ist Breslau (Wrocław).

## Wahlkreisvertreter
| WP    | Wahl | Senator | Senator         | Wahlkomitee                 |
| ----- | ---- | ------- | --------------- | --------------------------- |
| VIII. | 2011 |         | Jarosław Duda ∗ | KW Platforma Obywatelska RP |
| IX.   | 2015 |         | Jarosław Duda ∗ | KW Platforma Obywatelska RP |

## Wahlergebnisse

### Parlamentswahl 2011
Die Wahl fand am 9. Oktober 2011 statt.
Von den drei amtierenden Senatoren des ehemaligen Wahlkreises Nr. 3, alle Platforma Obywatelska, traten alle bei der Parlamentswahl 2011 an: Władysław Sidorowicz, Minister für Gesundheit und Soziales im Kabinett Bielecki und Senator in seiner 2. Amtszeit, kandidierte erfolglos für den Sejm im Wahlkreis Nr. 3. Leon Kieres, Senator in der IV. und VII. Wahlperiode, trat im Wahlkreis Nr. 8 gegen Kornel Morawiecki und Jarosław Obremski an, unterlag aber am Ende gegen Obremski. Jarosław Duda, Mitglied des Sejm zwischen 2004 und 2007 und Senator in seiner 1. Amtszeit, trat im neu errichteten Wahlkreis Nr. 6 an.
Neben Duda trat mit Tomasz Misiak ein weiterer amtierender Senator zur Wiederwahl in diesem Wahlkreis an. Misiak war für die Platforma Obywatelska von 2005 bis 2007 Senator für den ehemaligen Wahlkreis Nr. 3 und von 2007 bis 2011 für den ehemaligen Wahlkreis Nr. 1. Dieses Mal trat er aber als unabhängiger Kandidat für das Wählerwahlkomitee von Rafał Dutkiewicz an. Duda ging bei der Wahl als Sieger hervor und trat seine 2. Amtszeit als Senator an.
| # | Kandidat | Kandidat                         | Wahlkomitee                   | Stimmen | Prozent |
| - | -------- | -------------------------------- | ----------------------------- | ------- | ------- |
| 1 |          | Piotr Michał Chmurzyński         | KW Prawica                    | 5.364   | 2,59 %  |
| 2 |          | Tytus Henryk Czartoryski         | KW Prawo i Sprawiedliwość     | 42.966  | 20,77 % |
| 3 |          | Jarosław Duda                    | KW Platforma Obywatelska RP   | 73.121  | 35,35 % |
| 4 |          | Tomasz Wojciech Misiak           | KWW Rafał Dutkiewicz          | 46.063  | 22,27 % |
| 5 |          | Grażyna Elżbieta Orłowska-Sondej | KW Polskie Stronnictwo Ludowe | 39.321  | 19,01 % |

Wahlberechtigte: 475.471 – Wahlbeteiligung: 44,79 % – Quelle: Dz.U. 2011 nr 218 poz. 1295

### Parlamentswahl 2015
Die Wahl fand am 25. Oktober 2015 statt.
Jarosław Duda konnte die Wahl mit einem kleinen Vorsprung gewinnen und sich so seine 3. Amtszeit im Senat sichern.
| # | Kandidat | Kandidat              | Wahlkomitee                                  | Stimmen | Prozent |
| - | -------- | --------------------- | -------------------------------------------- | ------- | ------- |
| 1 |          | Jarosław Duda         | KW Platforma Obywatelska RP                  | 83.369  | 37,30 % |
| 2 |          | Jerzy Andrzej Fitek   | KKW Zjednoczona Lewica SLD+TR+PPS+UP+Zieloni | 26.582  | 11,89 % |
| 3 |          | Paweł Marek Hreniak   | KW Prawo i Sprawiedliwość                    | 79.112  | 35,40 % |
| 4 |          | Dariusz Paweł Stasiak | KWW JOW Bezpartyjni                          | 34.430  | 15,41 % |

Wahlberechtigte: 487.171 – Wahlbeteiligung: 47,38 % – Quelle: Dz.U. 2015 poz. 1732